# Padmaja Naidu Himalayan Zoological Park
Koordinaten: 27° 3′ 31″ N, 88° 15′ 16″ O

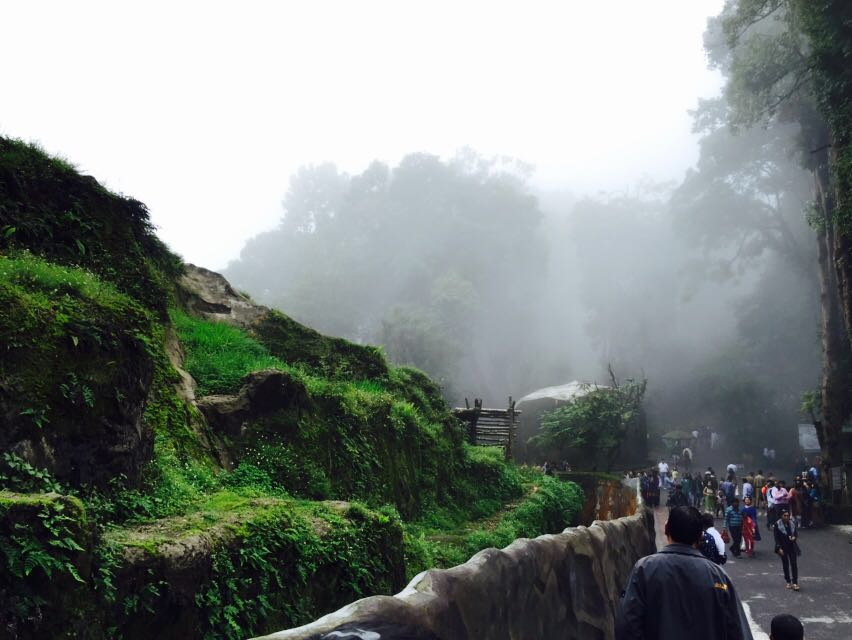
Zoo-Panorama

Der Padmaja Naidu Himalayan Zoological Park, zuweilen auch als Darjeeling Zoo bezeichnet, ist ein Zoo in Darjeeling im indischen Bundesstaat Westbengalen.

## Geschichte und geographische Lage
Am 14. August 1958 wurde ein Tierpark mit dem Namen Himalayan Zoological Park als Joint Venture von Govt. of India (Department of Science and Technology) und Govt. of West Bengal (Department of Education) in Darjeeling eröffnet. 1993 übernahm  die Forstverwaltung (Department of Forests, Govt. of West Bengal) die Verwaltung des Zoos. Zu Ehren der Politikerin und ehemaligen Gouverneurin von Westbengalen Padmaja Naidu, einer Tochter von Sarojini Naidu, wurde der Zoo 1975 auf Anregung von Indira Gandhi in „Padmaja Naidu Himalayan Zoological Park“ umbenannt.
Der Padmaja Naidu Himalayan Zoological Park befindet sich in einer Höhe von 2150 Metern und ist damit der höchstgelegene Zoo Indiens.

## Tierbestand
Im Padmaja Naidu Himalayan Zoological Park werden Säugetiere und Vögel gezeigt. Im Besonderen werden Arten gehalten, deren natürlicher Lebensraum sich in bergigen Regionen befindet. Nachfolgende Bilder zeigen einige ausgewählte Tierarten aus dem Bestand des Zoos der Jahre 2009 bis 2018.

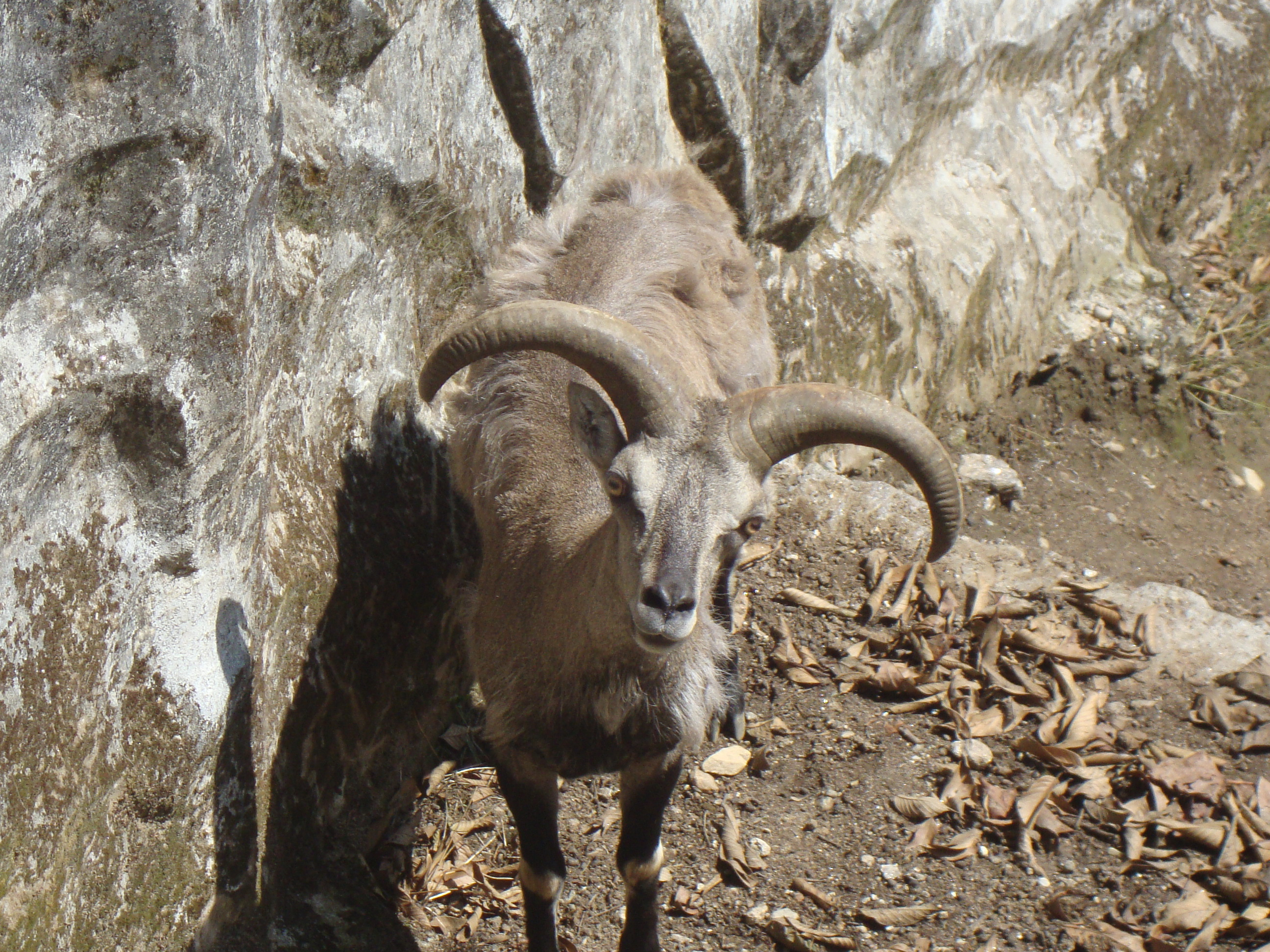
Blauschaf (Pseudois nayaur)
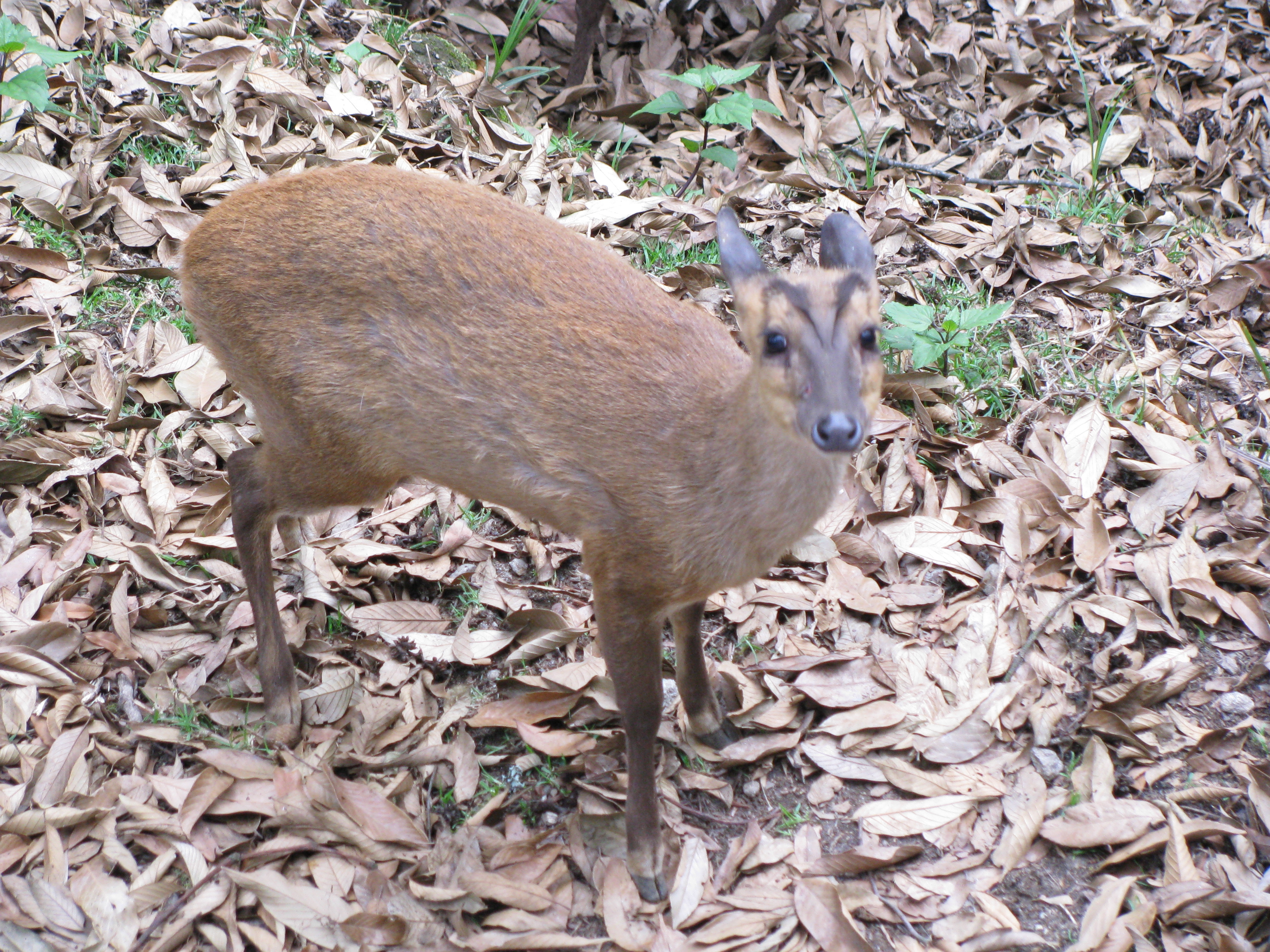
Indischer Muntjak (Muntiacus muntjak)
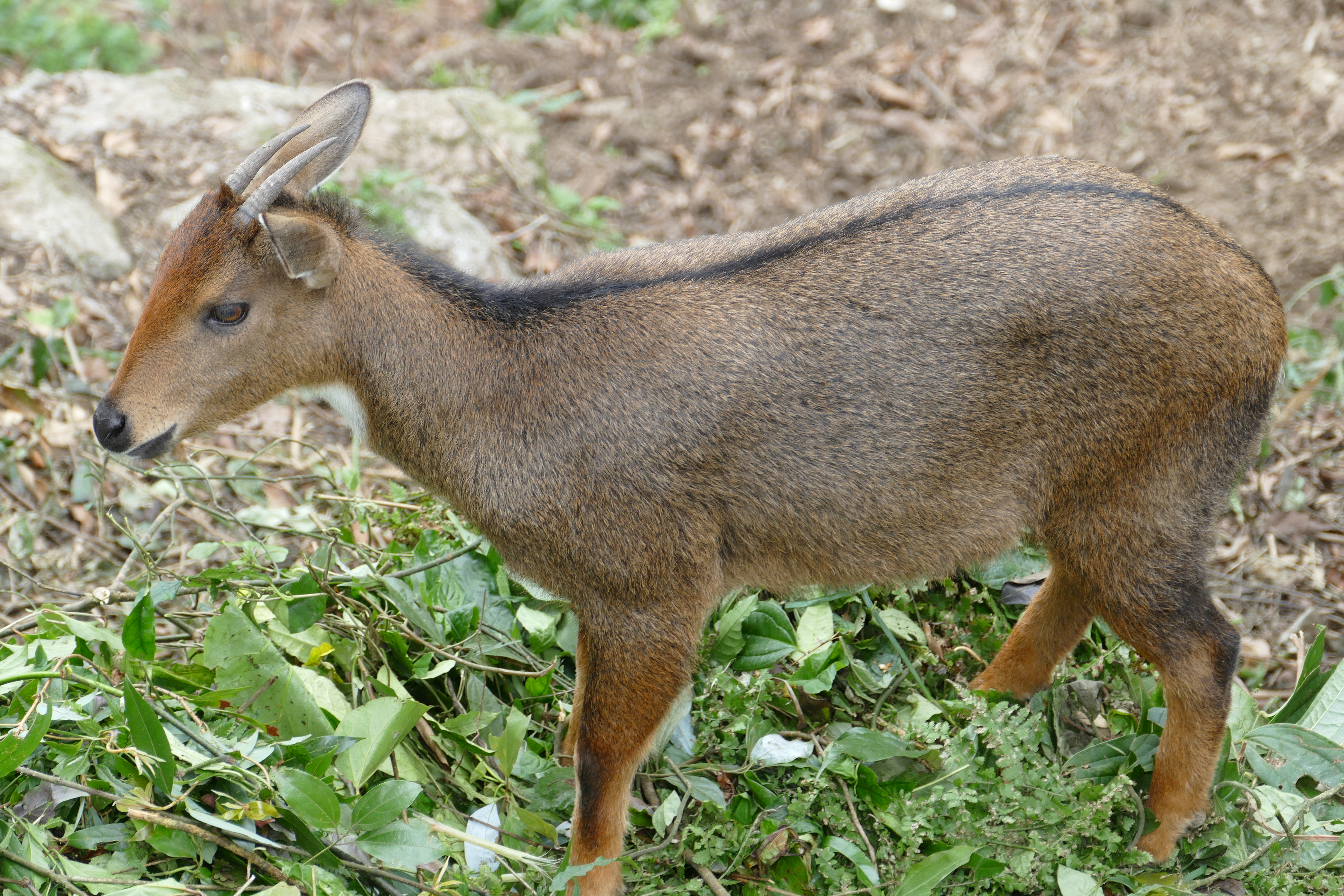
Grauer Goral (Naemorhedus goral)
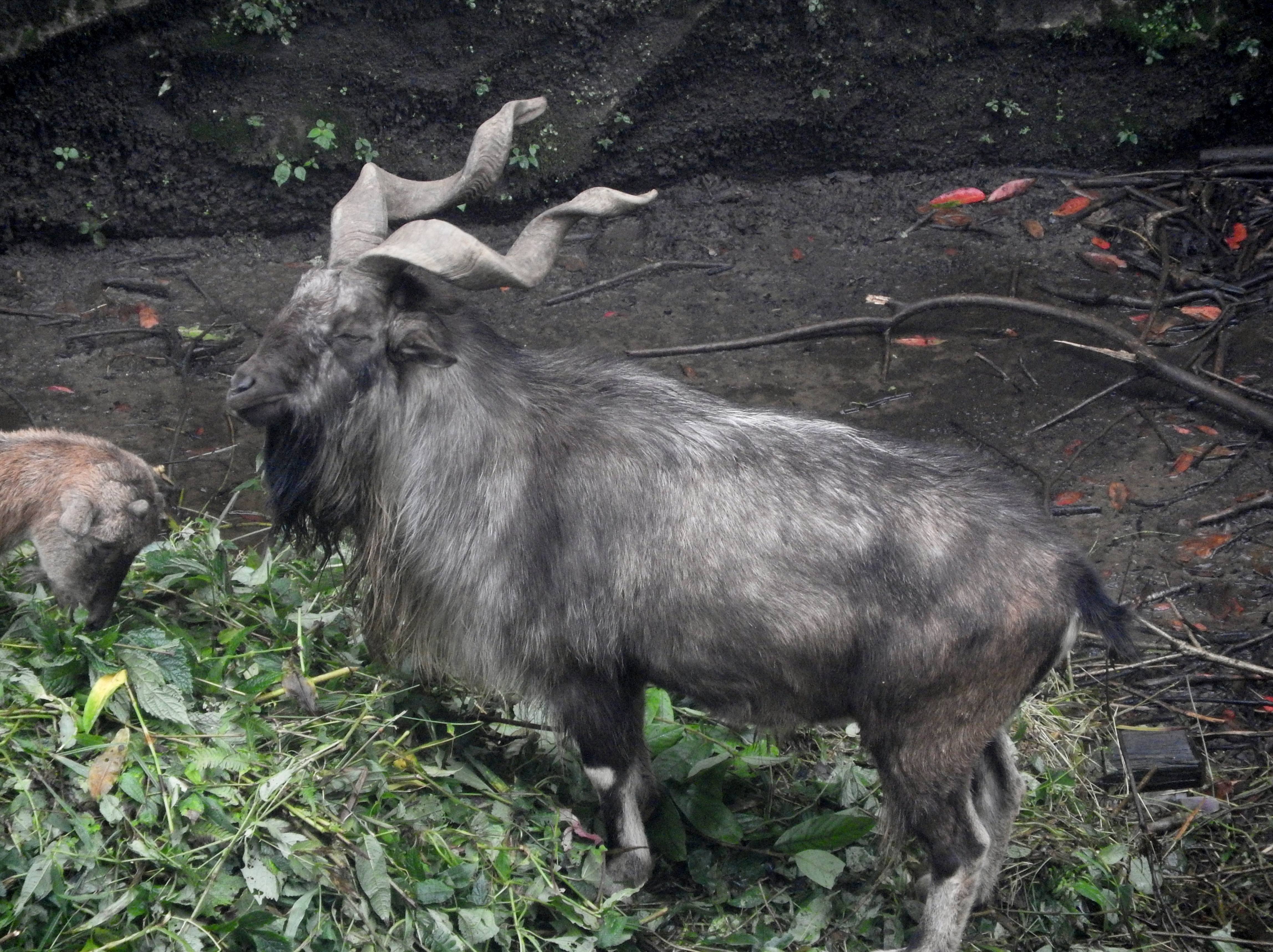
Schraubenziege (Capra falconeri)

## Arterhaltungs- und Zuchtprogramme
Der Padmaja Naidu Himalayan Zoological Park beteiligt sich an verschiedenen Arterhaltungs- und Zuchtprogrammen. So werden der Himalaja-Katzenbär (Ailurus fulgens), der Schneeleopard (Panthera uncia) sowie Tibetische Wölfe gezüchtet. Ob es sich beim Tibetischen Wolf tatsächlich um eine Unterart des Wolfes (Canis lupus) handelt, wird angezweifelt und bedarf weiterer Klärung. Auch für das Blauschaf wurde ein spezielles Zuchtprogramm erstellt. Ein Paar Himalaya-Katzenbären wurde 2003 erstmals im nahegelegenen Singalila-Nationalpark ausgewildert.

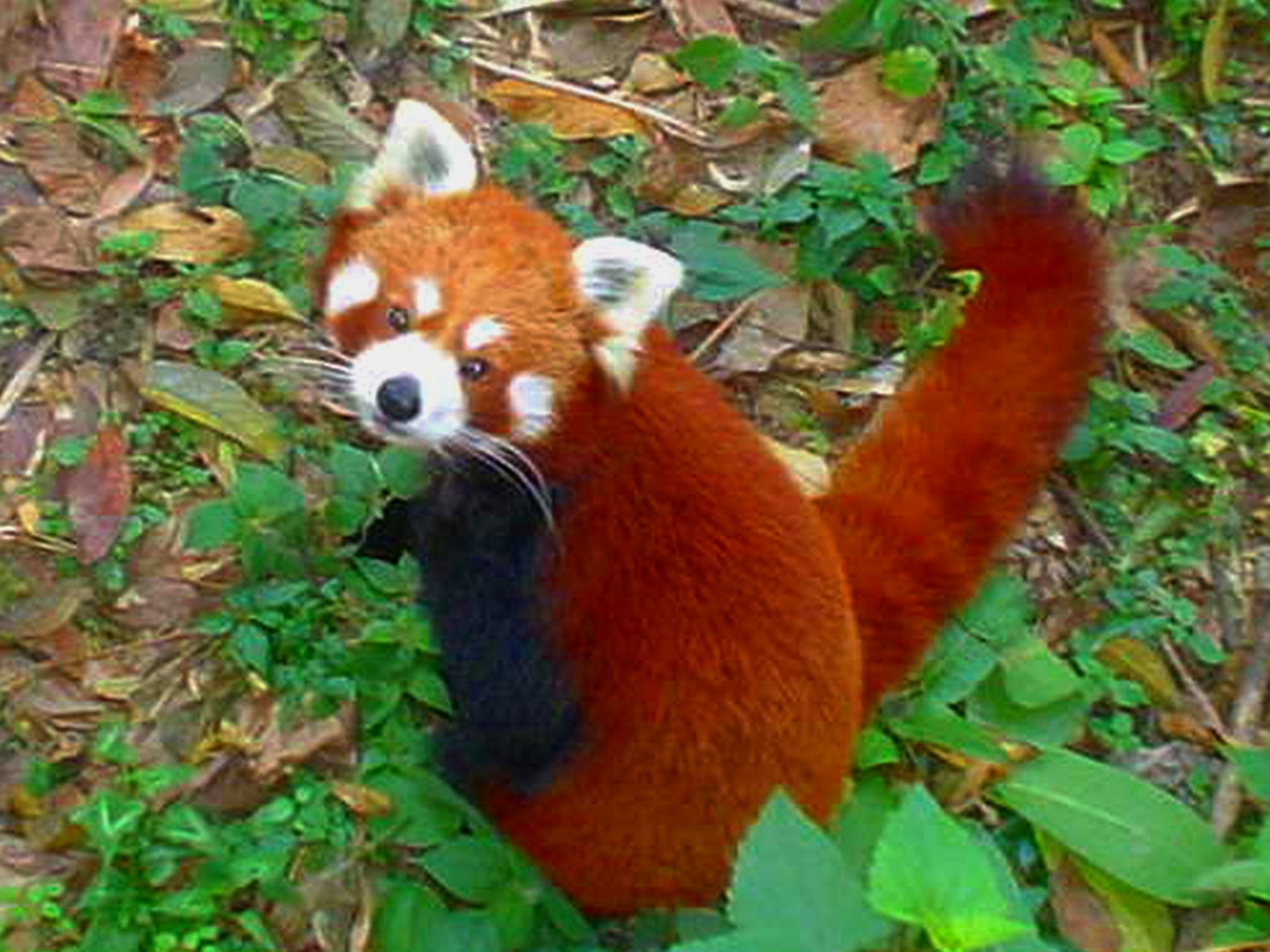
Himalaja-Katzenbär
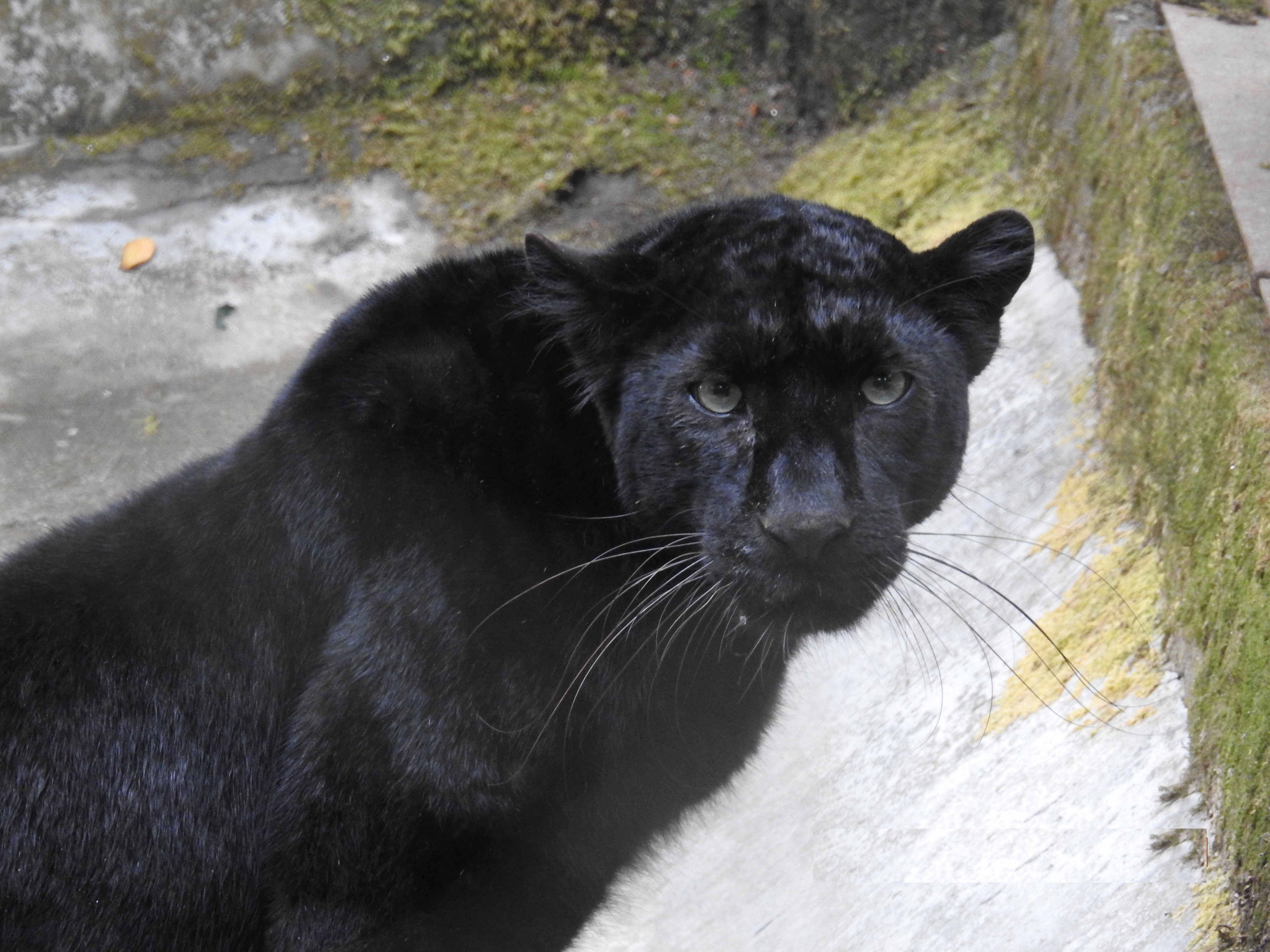
Schwarzer Panther
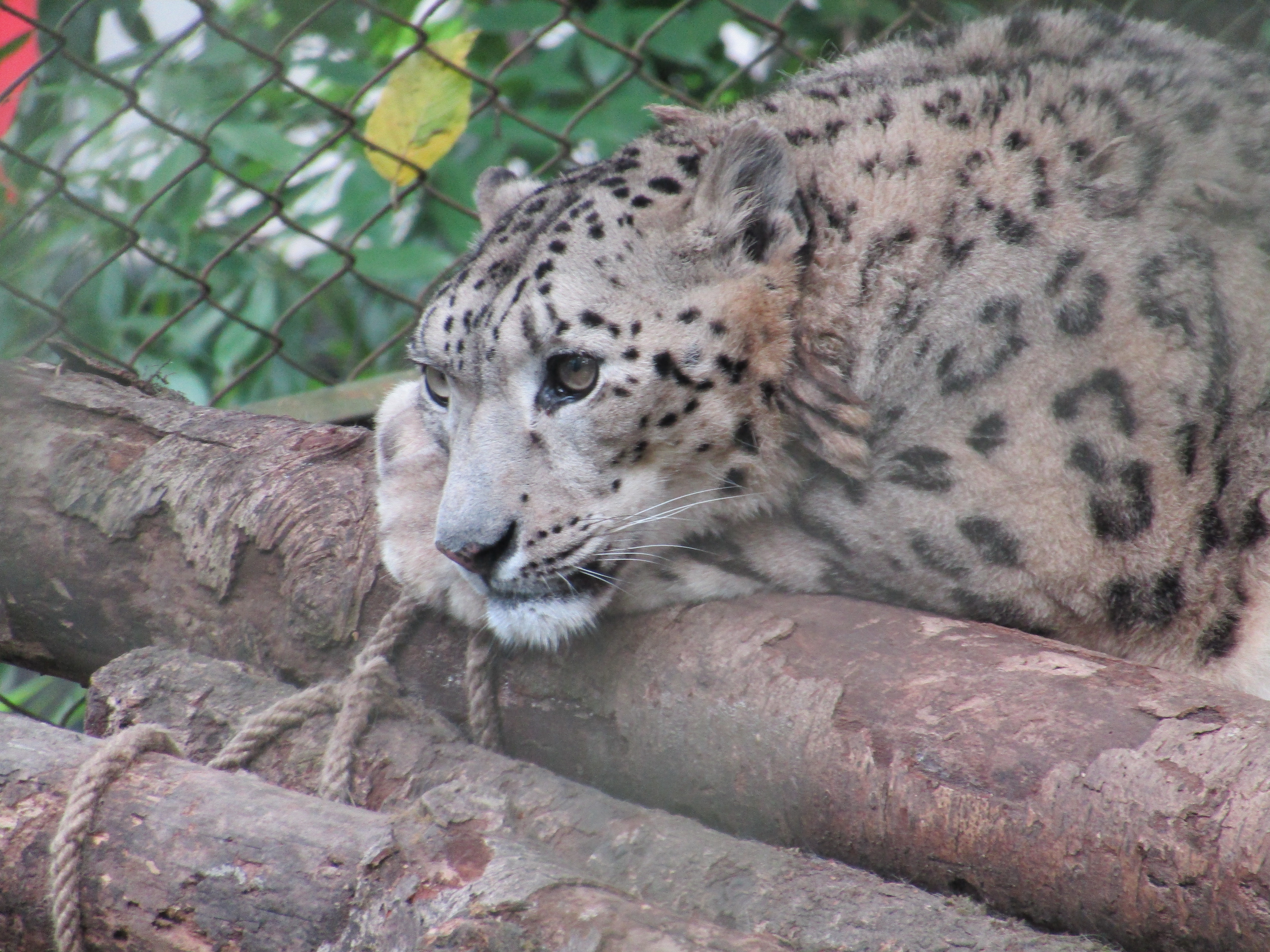
Schneeleopard
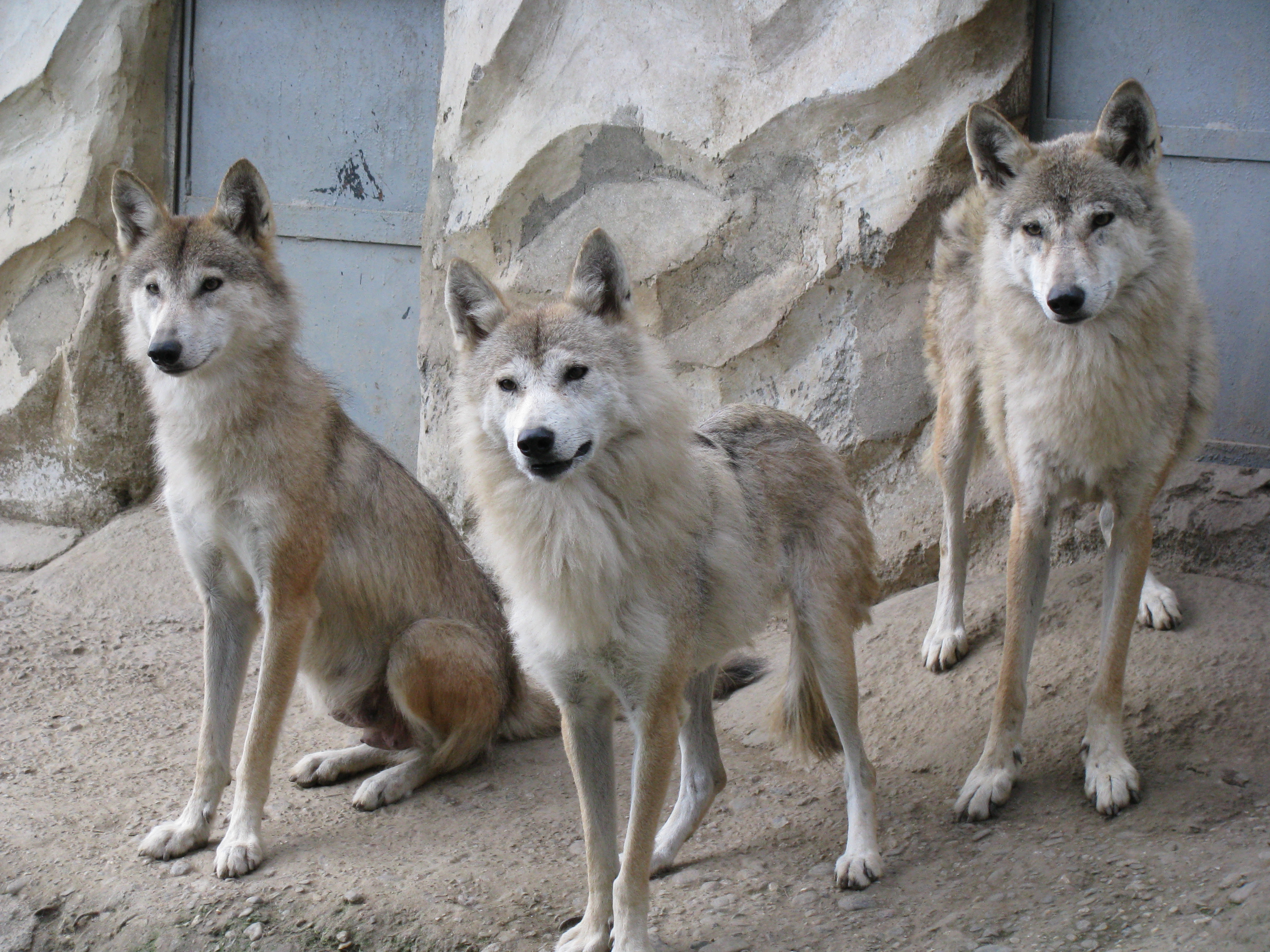
Tibetische Wölfe

## Himalayan Mountaineering Institute
Dem Zoo angeschlossen ist das Himalayan Mountaineering Institute, das der Förderung des Bergsteigens im Himalaja dient und mit der Tenzing-Norgay-Statue an die Erstbesteigung des Mount Everest erinnert.